# Koszarawa
Koszarawa è un comune rurale polacco del distretto di Żywiec, nel voivodato della Slesia.
Ricopre una superficie di 31,24 km² e nel 2004 contava 2 515 abitanti.